# Luc Tobie
Luc Tobie, né le 24 juin 1988 à Cayenne (Guyane), est un handballeur professionnel français. Il mesure 1,90 m et joue au poste d'arrière droit pour le club de l'USAM Nîmes Gard depuis la saison 2016-2017.

## Biographie
Luc Tobie grandit à Matoury, dans la banlieue de Cayenne,. Après le judo c'est au football qu'il va jouer jusqu'à 17 ans : blessé, il a un peu de temps pour aller voir jouer les matchs de handball de son frère et de son ami Olivier Alfred. Luc Tobie s'essaye alors au handball et joue avec l'équipe seniors de l'US Matoury au plus haut niveau de la Guyane, l'équivalent de la Nationale 3 en métropole. Parti en métropole, Olivier Alfred garde lui un œil sur lui et quand il apprend que son club, Istres, cherchait un arrière droit pour le centre de formation, il fait venir Luc Tobie pour faire un essai de 15 jours à l'été 2009 qui se révèle concluant.
Il joue son premier match avec l'équipe professionnelle d'Istres lors de la saison 2009/2010 puis parvient à s'imposer dans cette équipe la saison suivante. Mais les dirigeants ne lui proposent qu'un contrat semi-pro et Luc Tobie préfère opter pour un contrat professionnel au Pays d'Aix UC en D2 avec une équipe construite pour jouer la montée. Le pari est réussi puisque les Provençaux remportent le titre de champion. S'il passe ensuite quatre années en première division au PAUC, il en garde un souvenir mitigé : « Même s'il y a de très beaux moments avec notamment l'arrivée des frères Karabatic, je ne prenais pas forcément de plaisir à Aix. Le club manquait de stabilité avec beaucoup de changements d'entraîneurs ».
En octobre 2015, Franck Maurice, l'entraineur de l'USAM Nîmes Gard, le contacte et le convainc finalement de rejoindre le club nîmois la saison suivante,. Il contribue à la progression du club qui parvient à retrouver en 2019 la coupe d'Europe pour la première fois depuis vingt-cinq ans,.
Ces bonnes performances le conduit à être le premier guyanais[réf. à confirmer] convoqué en équipe de France à l'occasion d'un stage en décembre 2020,. Il ne sera toutefois pas retenu pour participer ensuite au Championnat du monde 2021 et devra attendre une large revue d'effectif en novembre 2021 pour jouer son premier match et marquer son premier but sous le maillot bleu.